# LXVIII Corpo de Exército (Alemanha)
O LXVIII Corpo de Exército (em alemão: LXVIII Armeekorps)foi um Corpo de Exército da Alemana que esteve em atuação durante a Segunda Guerra Mundial. O Corpo foi criado no dia 9 de Abril de 1943 como sendo Generalkommando z.b.V. LXVIII a partir do Generalkommando z.b.V.

## Comandantes
| Comandante                                      | Data                                          |
| ----------------------------------------------- | --------------------------------------------- |
| General der Flieger Hellmuth Felmy              | 28 de Março de 1943 - 8 de Dezembro de 1944   |
| General der Infanterie Friedrich-Wilhelm Müller | 8 de Dezembro de 1944 - 29 de Janeiro de 1945 |
| General der Gebirgstruppen Rudolf Konrad        | 29 de Janeiro de 1945 - 8 de Maio de 1945     |

## Área de Operações
| Balcãs & Grécia | Julho de 1943 - Setembro de 1944    |
| Iugoslávia      | Setembro de 1944 - Dezembro de 1944 |
| Sul da hungria  | Dezembro de 1944 - Maio de 1945     |

## Serviço de Guerra
| Data   | Exército              | Grupo de Exércitos | Lugar           |
| ------ | --------------------- | ------------------ | --------------- |
| Jun 43 | Hgr. E                | F                  | Athen           |
| Set 43 | 11º Exército Italiano | F                  | Athen           |
| Out 43 | Hgr. E                | F                  | Athen           |
| Jan 44 | Hgr. E                | F                  | Athen           |
| Nov 44 | 2º Exército Panzer    | F                  | Serbien, Ungarn |
| Jan 45 | 2º Exército Panzer    | Süd                | Ungarn          |
| Mai 45 | 2º Exército Panzer    | Südost             | Steiermark      |

## Ordem de Batalha
- Arko 168[2]
- Korps-Nachrichten-Abteilung 468
- Korps-Nachschubtruppen 468
- Panzerspäh-Kompanie 468

7 de Julho de 1943
- 1ª Divisão Panzer
- 117. Jäger-Division

5 de Novembro de 1943
- 1. Regiment Brandenburger
- 117. Jäger-Division
- 1ª Divisão de Montanha
- 118. Jäger-Division

16 de Setembro de 1944
- 117. Jäger-Division
- Festungs-Division 41

1 de Março de 1945
- 13. SS-Gebirgs-Division